# Halichoeres leptotaenia
 Halichoeres leptotaenia és una espècie de peix de la família dels làbrids i de l'ordre dels perciformes.

## Morfologia
Els mascles poden assolir els 10,4 cm de longitud total.

## Distribució geogràfica
Es troba al Golf Pèrsic.